# Whitley Bay
Whitley Bay è una cittadina di 36 623 abitanti della contea del Tyne and Wear, in Inghilterra.